# Further Down the Spiral
Further Down the Spiral är ett remixalbum från 1995 av det amerikanska industrial-bandet Nine Inch Nails, innehållande remixer på låtar från The Downward Spiral.

## Låtlista
1. "Piggy (Nothing Can Stop Me Now)" - 4:02
2. "The Art of Self Destruction, Pt. 1" - 5:41
3. "Self Destruction, Pt. 2" - 5:37
4. "The Downward Spiral (The Bottom)" - 7:28
5. "Hurt (Quiet)" - 5:08
6. "Eraser (Denial: Realization)" - 6:33
7. "At the Heart of It All" - 7:14
8. "Eraser (Polite)" - 1:15
9. "Self Destruction, Final" - 9:52
10. "The Beauty of Being Numb" - 5:06
11. "Erased, over. Out" - 6:00